# Crumomyia peishulensis
Crumomyia peishulensis är en tvåvingeart som beskrevs av Kuznetzova 1989. Crumomyia peishulensis ingår i släktet Crumomyia och familjen hoppflugor. Inga underarter finns listade i Catalogue of Life.